# Lustrochernes acuminatus
Lustrochernes acuminatus är en spindeldjursart som först beskrevs av Simon 1878.  Lustrochernes acuminatus ingår i släktet Lustrochernes och familjen blindklokrypare. Inga underarter finns listade i Catalogue of Life.